# Dolichepilysta celebensis
Dolichepilysta celebensis là một loài bọ cánh cứng trong họ Cerambycidae.